# Brachyiulus bagnalli
Brachyiulus bagnalli är en mångfotingart som beskrevs av Henri W. Brölemann 1924. Brachyiulus bagnalli ingår i släktet Brachyiulus och familjen kejsardubbelfotingar. Inga underarter finns listade i Catalogue of Life.